# بيتهوفن 3 (فلم)
بيتهوفن3 (بالإنجليزية: Beethoven's 3rd) هو فيلم صدر سنة 2000، وهو تكملة للفيلم الثاني 1992، ويعد الجزء الثالث في سلسلة الأفلام بيتهوفن.

## وصلات خارجية
- مقالات تستعمل روابط فنية بلا صلة مع ويكي بيانات

1. ↑  "معلومات عن بيتهوفن 3 (فيلم) على موقع port.hu". port.hu. مؤرشف من الأصل في 2021-03-22.
2. ↑  "معلومات عن بيتهوفن 3 (فيلم) على موقع zweitausendeins.de". zweitausendeins.de. مؤرشف من الأصل في 2020-04-01.
3. ↑  "معلومات عن بيتهوفن 3 (فيلم) على موقع hoopladigital.com". hoopladigital.com. مؤرشف من الأصل في 2020-10-28.